# Eli Ohana
Eli Ohana (hebrejsky אלי אוחנה‎; * 1. února 1964, Jeruzalém), je bývalý izraelský fotbalista. Od roku 1999 působil jako trenér různých izraelských týmů, mezi lety 2008 a 2016 vedl izraelskou reprezentaci do 19 let.
Nastupoval jako ofenzivní záložník nebo útočník. Za izraelskou reprezentaci odehrál 50 utkání a vstřelil 17 branek.
Roku 1988 získal Cenu Bravo (vyhlašovanou italským deníkem Guerin Sportivo) pro nejlepšího mladého fotbalistu Evropy. Dvakrát byl vyhlášen nejlepším fotbalistou Izraele (1984, 1997). V anketě 200 největších Izraelců se umístil na 40. místě.
S belgickým klubem KV Mechelen vyhrál v sezóně 1987/88 Pohár vítězů pohárů a následně i Superpohár UEFA. Má jeden titul mistra Belgie (1988/89). S Bejtarem Jeruzalém se stal čtyřikrát mistrem Izraele (1986/87, 1992/93, 1996/97, 1997/98) a dvakrát vítězem izraelského poháru (1984/85, 1985/86).